# Iván Simonovis
Iván Antonio Simonovis Aranguren (Caracas, 3 de marzo de 1960) es un detective criminalista y consultor penal venezolano, quien fue Secretario de Seguridad Ciudadana del Distrito Capital durante los Golpe de Estado en Venezuela de 2002 en Caracas. Por dicho acontecimiento, fue encarcelado durante las presidencias de Hugo Chávez y Nicolás Maduro. En la década de los años 2020, fue coordinador especial de Seguridad e Inteligencia de Venezuela ante Estados Unidos.
Simonovis fue considerado un preso político por defensores de derechos humanos durante su tiempo en la cárcel.

## Inicios y carrera
Hizo la primaria en el Colegio San Pedro, en Los Chaguaramos, y optó por cursar el bachillerato en horario nocturno porque empezó a trabajar a los 16. Es hijo y nieto de policías: su abuelo, Honorio Aranguren, fue fundador del Cuerpo Técnico de Policía Judicial en 1958.
Comenzó su carrera como detective en 1981, creó el primer equipo de policía científica venezolano (Grupo B.A.E o  Brigada de Acciones Especiales), en colaboración con otras unidades policiales internacionales como el GSG9 alemán y diversas fuerzas policiales estadounidenses. Simonovis dirigió exitosamente la operación de rescate durante el Secuestro en Cúa en 1998 para salvar a una mujer que fue tomada como rehén por un hombre armado.

## Detención
Fue detenido en noviembre de 2004 y acusado por el gobierno de Hugo Chávez de la violencia de los Sucesos de Puente Llaguno que tuvo lugar en Caracas el 11 de abril de 2002. El 3 de abril de 2009 fue declarado culpable y condenado a cumplir una condena de 30 años.  Simonovis es considerado como un preso político por defensores de los derechos humanos. Con una salud deteriorada, solicitó el indulto humanitario en varias ocasiones, todas ellas rechazadas por la justicia venezolana. El 16 de abril de 2012, el exmagistrado del Tribunal Supremo de Justicia de Venezuela Eladio Aponte Aponte escribe una carta en San José de Costa Rica, en la que confiesa haber recibido órdenes y presiones del presidente Hugo Chávez para condenar sin derecho a Simonovis y a los comisarios de la Policía Metropolitana Henry Vivas, Lázaro Forero aplicando la pena máxima por su participación en los sucesos de abril de 2002. La carta sería divulgada en septiembre. El 20 de septiembre de 2014 se le otorgó casa por cárcel para continuar con su tratamiento médico.

### Liberación
El 16 de mayo de 2019 varios medios reseñan que Simonovis escapó de arresto domiciliario. Horas más tarde, en una rueda de prensa, el presidente encargado Juan Guaidó confirmó que «fue liberado tras un indulto» en su carácter de presidente encargado. «Recibió un indulto el 30 de abril que no fue ejecutado. Hoy está en justa libertad, aquí no habrá más presos políticos», dijo. Después de un mes de anonimato, Simonovis llega a los Estados Unidos en junio.

## Exilio
El 10 de julio de 2019, fue nombrado por el embajador de Venezuela ante Estados Unidos, Carlos Vecchio, Coordinador especial de Seguridad e Inteligencia de Venezuela en la embajada venezolana. Según indicó el embajador Vecchio, Simonovis tendría comunicación directa con la Administración para el Control de Drogas (DEA) y la Agencia Central de Inteligencia (CIA) para «enfrentar» desde esta posición a la cuestionada presidencia de Nicolás Maduro. El 26 de julio de 2021, cuestionó la actuación del gobierno venezolano sobre el enfrentamiento armado que se produjo entre funcionarios del Cuerpo de Investigaciones Científicas, Penales y Criminalísticas (CICPC) y delincuentes de una banda criminal en la Cota 905, que dejó 4 heridos, afirmado que «esta es la consecuencia de hacer alianzas con la delincuencia», solidarizándose también con el comandante del CICPC, Jesús Ramírez quien resultase herido tras lo ocurrido.

## En la cultura popular
La vida y el encarcelamiento de Simonovis son narradas en el documental de 2023 La prisión de mi padre, dirigido por su hijo,  Iván Simonovis Pertiñez.